# 宣道園

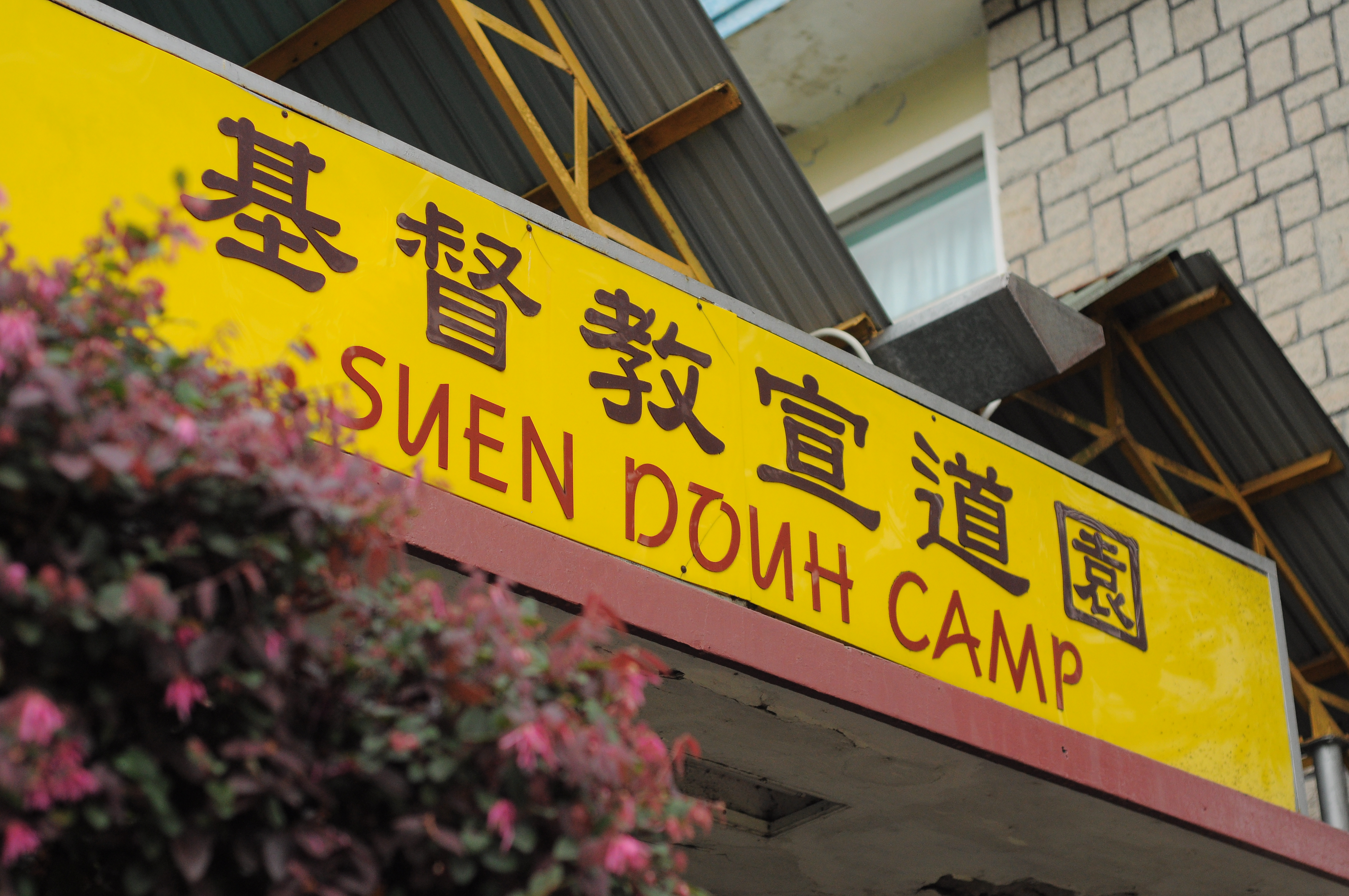
宣道園

宣道園（英語：Suen Douh Camp）是基督教宣道會香港區聯會轄下一個宿營營地，位於香港新界北區粉嶺龍躍頭新圍村。宣道園之前由美國宣道會西差會管理，前身為兒童院，主要建築物在1940年代興建，於2006年8月8日移交至宣道會香港聯會後成為隸屬該會的第六個機構，因受COVID-19疫情影響，宣道園由2020年8月1日起暫停營運，直至2025年1月1日重新啟用。

## 主要事工
透過與學校、教會及機構合作，舉辦福音性營會，向各階層人士傳講基督教福音，每年主辦近80次；並租賃與各學校、教會及機構作各類營會之用。

## 營內設施
- 射箭場
- 繩網陣
- 攀石牆
- 籃球場
- 草地足球場
- 迷你高爾夫球場
- 兒童樂園
- 燒烤場
- 康樂棋檯
- 乒乓球檯
- 浸禮池
- 手工藝室
- 小食店
- 飯堂
- 禮堂
- 男、女宿舍